# Võivere
Võivere är en by i Väike-Maarja kommun i Lääne-Virumaa, Estland. I byn finns en av mätpunkterna på världsarvet Struves meridianbåge.